# Sentimento

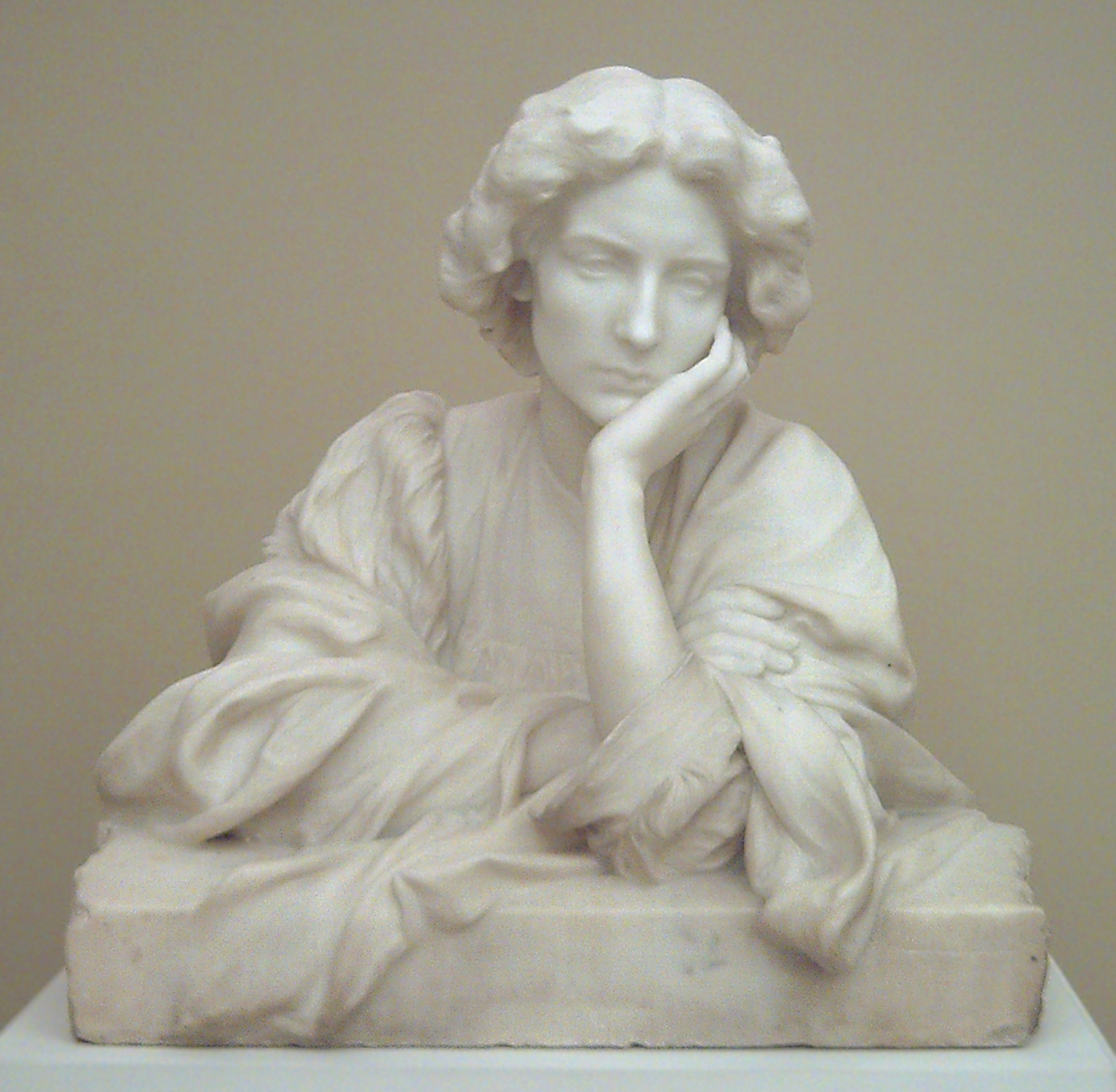
Sensibile, scultura di Miguel Blay (1910).

In psicologia un sentimento (derivato dal latino sentire, percepire con i sensi) è uno stato d'animo ovvero una condizione cognitivo-affettiva che dura più a lungo delle emozioni e che presenta una minore incisività rispetto alle passioni. Per sentimento genericamente si indica ogni forma di affetto: sia quella soggettiva, cioè riguardante l'interiorità della propria individuale affettività, sia quella rivolta al mondo esterno. Quando il termine viene usato nel significato filosofico di "senso o sentimento di sé" rappresenta un primo barlume di coscienza della propria esistenza come complesso dei moti spirituali e corporei.

## Storia

### Il concetto nella storia della filosofia
I filosofi greci antichi non distinguevano tra sentimento e passione: quando invece la riflessione filosofica si accentra sul tema della soggettività il concetto acquista rilievo autonomo.
Nella filosofia moderna con Cartesio il sentimento viene incluso tra le passioni definendolo come "passione spirituale", nel senso che esso non ha a che fare con la materialità del corpo ma è un moto dell'anima che diviene oggetto passivo di una forza che la sovrasta.
Da questa iniziale definizione del concetto, il sentimento ha trovato sviluppi nell'etica, nell'estetica, nella metafisica e nella gnoseologia.

### Il sentimento come conoscenza
In Blaise Pascal il sentimento, chiamato "sentire del cuore", esprime una vera e propria facoltà conoscitiva distinta e in un certo modo superiore sia alla semplice percezione sensibile che alla razionalità. Infatti il sentimento permette di cogliere intuitivamente cosa siano il tempo, lo spazio, il movimento, il numero cioè le basi stesse dell'attività razionale e logica-matematica. Afferma Pascal: c'è un ordre du coeur (ordine del cuore), una logique du coeur (logica del cuore).
In opposizione a Pascal, Leibniz considera invece il sentimento un atteggiamento che è difficile definire come conoscitivo tanto è confuso, incerto ed ambiguo il sapere che ottiene chi si affida ad esso preferendolo alla razionalità. Questo però non vuol dire che l'uomo debba affidarsi completamente alla razionalità che crea abitudine e acquiescenza passiva alla sensibilità ma bisogna ricercare anche tramite gli affetti la "felicità mentale" come completezza conoscitiva.
La concezione di Leibniz viene condivisa da Johannes Nikolaus Tetens, Johann Friedrich Herbart e da Alexander Gottlieb Baumgarten che in particolare assegna al sentimento la autonoma possibilità di cogliere il "bello" in modo del tutto separato dalle facoltà logico-conoscitive Teoria questa d'origine inglese che si farà strada, tramite Baumgarten nella cultura tedesca e che sarà fatta propria da Jean Jacques Rousseau e Luc de Clapiers de Vauvenargues il quale afferma che:

### I sentimentalisti
I filosofi chiamati "sentimentalisti", per la particolare attenzione dedicata al concetto di sentimento, si sviluppano in Inghilterra seguendo le teorie del caposcuola Shaftesbury (1671-1713), il quale assegna un valore morale al sentimento, considerato un atteggiamento innato in cui convergono anche il bello e il vero.
Le teorie di Shaftesbury, riprese da Joseph Butler (1692-1752) e Francis Hutcheson (1694-1746) , vengono completate da David Hume che però rifiuta l'eccessivo ottimismo di tipo neoplatonico dei sentimentalisti. Pur attribuendo al sentimento un valore conoscitivo, secondo Hume è nella morale che questo esplica la sua azione maggiore. Tutte le nostre attività razionali e morali hanno una comune origine negli atteggiamenti sentimentali.
Connesso al problema estetico del sentimento del bello in Hume è la questione del gusto, se il bello, cioè, debba considerarsi di rilievo universale o singolare. Considerando la bellezza un sentimento risulta chiaro che il bello dipende dall'apprezzamento personale del gusto. Il giudizio estetico quindi non può essere condiviso universalmente né stabilito a priori.  Tuttavia può accadere che ci sia su ciò che è bello un consenso generale e a posteriori, inteso come «considerevole uniformità del sentimento tra gli uomini.»
Le concezioni di Hume hanno avuto sviluppo e approfondimento in David Hartley (1705-1757) che ha indagato l'origine fisiologica dei sentimenti di piacere e dolore e in Adam Smith relativamente alla sua teoria della "morale della simpatia".

### L'analisi kantiana
Delle teorie dei sentimentalisti inglesi si occupò in particolare Kant in riferimento alla sua concezione della morale. Kant rigetta, come Hume, le teorie dei sentimentalisti per il loro infondato ottimismo e per la definizione di tipo psicologico che essi davano del sentimento come fondamento del comportamento morale. Certo, afferma Kant, è apprezzabile il sentimento che ispira al bene un animo nobile ma questa buona predisposizione è volubile e incerta: occorre invece condurre un'indagine razionale che porti a basare la morale non su buone inclinazioni, su un sentimento del bene che può esserci o mancare, ma su un rigoroso senso del dovere.
Il sentimento, secondo Kant, è una forma affettiva riconducibile unicamente all'intimità del soggetto in quanto soggetto senziente cioè esso è «una sensazione riferita unicamente al soggetto» e come tale essa è una facoltà autonoma dell'uomo che può essere oggetto, come l'intelletto e la volontà, dell'analisi razionale condotta nella Critica del giudizio. Qui si descrivono quelli che Kant chiama "giudizi riflettenti" che si fondano sul sentimento del bello e del "sublime" e, poiché questi non si basano sulla percezione sensibile delle cose esterne ma sul modo soggettivo di come queste vengono da noi valutate, essi rientrano nell'ambito di quell'estetica che Kant connette alla nostra moralità: per questo egli parla di un "sentimento morale", anche se il sentimento di per sé si riferisce sempre alla sensibilità che per principio non può rientrare con la sua materialità nell'ambito della morale autonoma, che ha il fondamento di sé in se stessa. Il sentimento morale kantiano è dunque rappresentato dal «rispetto di sé» inteso come conseguenza dell'azione compiuta in obbedienza alla legge morale.

### Il sentimento nel romanticismo
Nell'età romantica il sentimento diventa la facoltà di cogliere l'infinito sia in senso lirico (Friedrich Schlegel, Friedrich Hölderlin) che religioso: «La religione è sentimento e gusto dell'infinito»
Il sentimento dell'infinito si coglie nella poesia, prima forma del desiderio dell'uomo di conquistare quell'infinito che è Dio. 
In ciò il sentimento va distinto dal sentimentalismo, un piagnucoloso ripiegamento su se stesso di chi si compiace della propria fragilità fondata su «quei familiari generosi sentimenti nei quali uomini senza carattere si sentono così felici e grati.»
Il sentimento viene visto da Schelling per un verso come una particolare intuitiva dote dell'artista e del genio, assolutamente libera e potenziatrice della loro naturale ispirazione e creatività  ma per un altro come una negativa e malefica affezione spirituale che consuma l'uomo che vi si abbandona.
Secondo Hegel invece solo la funzione mediatrice della ragione è capace di cogliere il vero mentre gli strumenti "immediati" come l'intuizione, il sentimento e la fede, vengono messi da parte come "romantiche fantasticherie".
La rivalutazione del sentimento, nell'ambito antihegeliano, è in Schopenhauer che attribuisce al sentimento della pietà una funzione etica   e in successivi autori che,in funzione antipositivista, contrappongono i valori della soggettività, dell'interiorità sentimentale alla esaltata funzione dell'oggettività scientifica. Per Henri Bergson solo il sentimento è in grado di attingere, al di là delle astratti schemi della realtà prodotti dall'intelletto scientifico, la vera essenza della realtà
Interessato all'analisi del sentimento in senso naturalistico e metafisico è anche il pensiero di Alfred North Whitehead che scopre nel feeling la possibilità della soluzione di ogni dualismo soggetto-oggetto, spirito-natura, qualità-quantità.

### Il sentimento nella prospettiva fenomenologica-esistenziale
Husserl per primo tenta una spiegazione dell'intersoggettività, ossia della condivisione di stati soggettivi da parte di due o più persone, basandola sul sentimento, che egli definisce come «intuizione simpatetica»
Max Scheler introduce per primo nella definizione del sentimento il confronto con l'emozione chiarendo come questa si risolva nel fenomeno stesso mentre il primo esprime un contenuto intenzionale del soggetto che reagisce allo stato emotivo che attraversa e nello stesso tempo istituisce quei valori che danno un significato universale alla vita. «I valori ci sono immediatamente dati nella percezione affettiva.»
Nell'esistenzialismo è soprattutto Søren Kierkegaard ad approfondire il concetto di sentimento ripreso da Heidegger che ritiene «la situazione emotiva» un aspetto essenziale dell'esistenza umana che con il sentimento dell'angoscia, d'origine kierkegaardiana, conosce il nulla e anticipa la morte.
Si rifà a questi temi la tematica letteraria-filosofica di Jean Paul Sartre che nel sentimento della "nausea" scopre la mancanza di significato e l'assurdità dell'esistenza umana.

### Il sentimento in psicologia
Il termine "sentimento" è generalmente la traduzione italiana dell'inglese feeling o mental feeling, così come emozione di emotion, affetto di affect e umore di mood. In quest'ultimo caso, una variante è data dal termine "stato d'animo". Tuttavia, questi termini sono spesso utilizzati in modo intercambiabile, ma il concetto che sta alla base, a prescindere dal lemma utilizzato, è quello di un'esperienza soggettiva autonoma (nel suo dispiegarsi) dalle sensazioni, dai pensieri, dai comportamenti, dalle emozioni o da qualunque altro stimolo, anche se capace di evocare il sentimento. Oltre al fatto di essere soggettivi (a differenza delle emozioni, che possono essere collettive) e autonomi rispetto ad altri stati mentali, i sentimenti sono sempre di natura valutativa, in quanto è sempre possibile distinguerli tra piacevoli/spiacevoli e più o meno intensi. In quest'ultimo caso, evidenziano alcune affinità con gli stati affettivi (o affetti) e pertanto si pongono in parziale sovrapposizione con le emozioni, di cui tra le componenti troviamo anche gli stati affettivi. Ma i sentimenti differiscono dalle emozioni in quanto sono stati mentali puri, mentre le emozioni coinvolgono stati fisiologici e comportamentali. Il sentimento è molto vicino alla sensazione, sia da un punto di vista linguistico – la sensazione in inglese è anche detta physical feeling – che da un punto di vista psicologico. Emozione e sentimento sono entrambi strumenti di comunicazione: l'espressione delle emozioni ci permette di comunicare nell'immediato con il mondo esterno mentre il sentimento ci permette di comunicare nell'immediato con il mondo interno, per quanto esistano spesso inversioni di ruolo mediate dal fattore tempo, dal pensiero cosciente e da fattori socio-culturali.

## Elenco dei sentimenti, delle emozioni e degli stati d'animo (in ordine alfabetico)
- Abbandono (o rinuncia, rassegnazione)
- Accordo
- Affetto
- Agape (o amore altruistico, amore incondizionato)
- Amarezza (o profondo rammarico)
- Amicizia
- Amore
- Amore a prima vista
- Amore platonico
- Amore romantico
- Angoscia
- Angustia (o costrizione psicologica)
- Ansia (o nervosismo)
- Antipatia (o avversione istintiva)
- Appagamento (o contentezza, soddisfazione, gioia interiore)
- Appocundria
- Apprensione (o inquietudine angosciosa)
- Approvazione (o consenso, accordo, assenso)
- Autostima (o considerazione di sé)
- Benevolenza
- Calma (o senso di pace)
- Certezza (o consapevolezza)
- Commozione
- Compassione
- Confusione
- Delirio
- Delusione
- Depressione (o abbattimento psicologico)
- Desiderio
- Devozione (o amore trascendentale)
- Diffidenza (o sfiducia)
- Dignità (o rispetto di sé)
- Disagio
- Disgusto (o repulsione, disprezzo)
- Disperazione (o sconforto)
- Dispiacere
- Dissenso (o disaccordo)
- Dolore
- Eccitazione
- Entusiasmo (o euforia)
- Estasi
- Feeling
- Felicità (o allegria, ilarità, gioia)
- Fiducia (o fede)
- Filantropia
- Fobia (o paura irrazionale, repulsione, paura da trauma)
- Fraternità (o amicizia fraterna)
- Frustrazione (o insoddisfazione)
- Gelosia
- Gratitudine (o riconoscenza)
- Imbarazzo (o vergogna momentanea, disagio momentaneo)
- Incertezza (o insicurezza, dubbio)
- Indifferenza (o insensibilità, imperturbabilità)
- Indignazione (o offesa)
- Ingratitudine
- Insoddisfazione (o scontentezza, frustrazione)
- Invidia
- Ira (o rabbia, collera, furia)
- Inquietudine (o agitazione, irrequietezza)
- Ispirazione
- Lutto
- Malinconia
- Meraviglia (o stupore, ammirazione)
- Misandria
- Misantropia
- Misericordia
- Misoginia
- Mistica
- Noia (o tedio)
- Nostalgia
- Odio (o avversione, ostilità, malevolenza)
- Onore
- Orgoglio (o fierezza)
- Orrore
- Ossessione (o fissazione)
- Ostilità
- Passione (o amore intenso, amore sensuale)
- Paura (o timore, fifa)
- Pentimento
- Perdono
- Piacere (o gradimento)
- Pietà (o magnanimità, clemenza)
- Preoccupazione
- Prostrazione (o avvilimento)
- rabbia
- Rammarico (o cruccio)
- Rimorso
- Rimpianto
- Risentimento (o rancore)
- Rispetto (o ammirazione, stima)
- Saudade (o nostalgico rimpianto)
- Schadenfreude
- Sehnsucht
- Sensibilità
- Senso di colpa (o colpa)
- Serenità
- Simpatia
- Soddisfazione (o gratificazione)
- Sofferenza
- Solidarietà
- Solitudine (o isolamento)
- Sollievo
- Sorpresa
- Spensieratezza
- Speranza
- Tensione (o ansia irremovibile)
- Terrore (o paura incontrollabile)
- Tranquillità (o quiete durevole)
- Tristezza
- Vendetta
- Vergogna
- Waldeinsamkeit (o sensazione di serenità in un bosco)
- Wanderlust (o desiderio di viaggiare)